# Neolloydia
Neolloydia Britton & Rose – rodzaj sukulentów z rodziny kaktusowatych. Przedstawiciele występują w południowym Teksasie i północno-wschodnim Meksyku.

## Systematyka
Synonimy
Napina Fric, Normanbokea Kladiwa & Buxb., Pseudosolisia Y.Ito
Pozycja systematyczna według APweb (aktualizowany system APG III z 2009)
Należy do rodziny kaktusowatych (Cactaceae) Juss., która jest jednym z kladów w obrębie rzędu goździkowców (Caryophyllales)  i klasy roślin okrytonasiennych. W obrębie kaktusowatych należy do plemienia Cacteae, podrodziny Cactoideae.
Pozycja w systemie Reveala (1993-1999)
Gromada okrytonasienne (Magnoliophyta Cronquist), podgromada Magnoliophytina Frohne & U. Jensen ex Reveal, klasa Rosopsida Batsch, podklasa goździkowe (Caryophyllidae Takht.), nadrząd  Caryophyllanae Takht.,  rząd goździkowce (Caryophyllales Perleb), podrząd Cactineae Bessey in C.K. Adams, rodzina kaktusowate (Cactaceae Juss.), rodzaj Neolloydia Britton & Rose. 
Gatunki
Rodzaj liczy 2 gatunki
- Neolloydia conoidea (DC.) Britton & Rose
- Neolloydia matehualensis Backeberg

Rodzaj znany jest od 1922 r. Przez pewien czas włączane były do niego gatunki zaliczone później do rodzaju Turbinicarpus i Thelocactus. Mylony także z przedstawicielami rodzaju Coryphantha.